# Trichrous dimidiatipennis
Trichrous dimidiatipennis är en skalbaggsart som först beskrevs av Louis Alexandre Auguste Chevrolat 1838.  Trichrous dimidiatipennis ingår i släktet Trichrous och familjen långhorningar.
Artens utbredningsområde är:
- Bahamas.
- Kuba.
- Haiti.

Inga underarter finns listade i Catalogue of Life.